# سالواتوره سامپری
سالواتوره سامپری (ایتالیایی: Salvatore Samperi؛ ‏ ۲۶ ژوئیهٔ ۱۹۴۴ – ۴ مارس ۲۰۰۹) کارگردان فیلم، فیلم‌نامه‌نویس و بازیگر اهل ایتالیا بود. 
او در پادووا و در خانواده‌ای مرفه زاده شد و مدتی در دانشگاه پادووا تحصیل کرد، اما آن را رها کرد تا در جنبش دانشجویی سال ۱۹۶۸ شرکت کند. دوره نخست فعالیت حرفه‌ای سامپری نشانه‌هایی از نقد «ضد بورژوایی» دارد. در سال ۱۹۶۶، او به‌عنوان دبیر تدوین در فیلم مارسیا نوتسیاله ساخته مارکو فرری فعالیت داشت.
از فیلم‌هایی که وی در آن نقش داشته‌است، می‌توان به سپاسگزارم، خاله، خوش به‌حال پولداران، دلدادگی، شیرین‌بیان، شریک، ننه، عشاق و دیگر وابستگان، نجیب و پاکدامن، تسلیم، بداندیش و بداندیش ۲۰۰۰ اشاره کرد.